# Massimo Sozzi
Massimo Sozzi (Massa Marittima, 1957) è uno scrittore italiano.

## Biografia
Oltre all'attività di saggista e ricercatore in numismatica, paleontologia umana e storia locale, scrive libri gialli insieme a Riccardo Parigi, con il quale ha vinto alcuni premi: la VI e la VII edizione del premio Ghostbusters/Bertoldo, indetto dall'Associazione italiana delle biblioteche dell'Emilia-Romagna, la XXIII edizione del Premio Gran Giallo Città di Cattolica e la IV edizione di Orme gialle a Pontedera. Hanno esordito nel 1999 nel giallo con il romanzo Il caso Appiani, in cui compare Cassandra Cecchi, personaggio che tornerà in altri loro libri. Si sono occupati anche di letteratura gialla per ragazzi e hanno curato alcune antologie. Loro racconti compaiono nella rivista Delitti di carta e in diverse antologie, fra le quali: Cronache di delitti lontani (Hobby & Work, 2002), Giallo a Cattolica (Guaraldi, 2003), Le ombre della città (Arnoldo Mondadori Editore, 2005), V. I migliori giallisti toscani raccontano amore e morte in Versilia (Del Bucchia, 2005), Le ombre della città (Casa Editrice Perdisa, 2007), Delitti di vino (Todaro Editore, 2008), Riso nero (Delos Books, 2010), Ribelli (Robin Edizioni, 2011), Toscana in giallo (Fratelli Frilli Editori, 2012), NeroNovecento (Cordero Editore, 2013), Firenze capitale noir (Carmignani Editrice, 2015), Grazie Graziano (Carmignani Editrice, 2016), Passata è la tempesta (Carmignani Editrice, 2017), Un'idea di giallo. O di noir (Carmignani Editrice, 2018), Il giallo, il noir e Marilyn (Carmignani Editrice 2019), A modo nostro. Il giallo, il noir, secondo noi (Carmignani Editrice, 2020) e Tigri contro tigri (Delos Digital, 2023).

## Opere

### Libri con Parigi
- Giallo ocra, Carlo Zella Editore, 1998, ISBN non esistente.
- Il caso Appiani, Todaro Editore, 1999, ISBN 88-86981-22-8.
- Anno Domini 1799, Libreria dell'Orso Editore, 2003, ISBN 88-7415-010-5.
- L'artiglio di Satana, Arnoldo Mondadori Editore, 2005, ISBN 88-04-53872-4.
- Galileo e il mistero dello smeriglio, Felici Editore, 2005, ISBN 978-88-6019-012-3.
- Gli stratagemmi di Satana, collana Giallo & Nero, Hobby & Work, 2006, ISBN 978-88-7851-311-2.
- Gli stratagemmi di Satana, collana Mistery Pocket, Hobby & Work, 2006, ISBN 978-88-7851-698-4.
- Gli stratagemmi di Satana, collana Giallo Italiano, Hobby & Work, 2006, ISBN 978-88-7851-835-3.
- Riccardo Parigi e Massimo Sozzi (a cura di), Omicidi di Massa, Editrice Laurum, 2006, ISBN 88-87346-19-4.
- Evviva nonna Clara!, Felici Editore, 2007, ISBN 978-88-6019-117-5.
- Galileo e il mistero dello smeriglio, Felici Editore, 2009, ISBN 978-88-6019-286-8.
- Galileo, Lucifero e la setta degli Argonauti, Felici, 2009, ISBN 978-88-6019-285-1.
- Riccardo Parigi e Massimo Sozzi (a cura di), Toscana a luci rosse, Laurum, 2009, ISBN 978-88-87346-73-2.
- La vendetta di Santa Costanza, Todaro Editore, 2009, ISBN 978-88-86981-83-5.
- La Reliquia, Felici Editore, 2010, ISBN 978-88-6019-357-5.
- Massimo Sozzi e Laura Vignali, Bocconcini al cianuro, Edizioni Effigi, 2011, ISBN 978-88-6433-131-7.
- I misteri della Piana, collana I Gialli di Metropoli, Settemari Scarl, 2011, ISBN non esistente.
- Riccardo Parigi e Massimo Sozzi (a cura di), Il fumo uccide, Edizioni Effigi, 2012, ISBN 978-88-6433-197-3.
- Un saluto da Massa Marittima, Edizioni Atelier, 2012, ISBN 978-88-907238-1-0.
- Massimo Sozzi e Riccardo Parigi (a cura di), Rime assassine, Edizioni Effigi, 2013, ISBN 978-88-6433-294-9.
- Nonna Clara e la notte di Halloween, Edizioni Effigi, 2013, ISBN 978-88-6433-347-2.
- Massimo Sozzi e Riccardo Parigi (a cura di), Sulle tracce dell'Autore, Edizioni Effigi, 2014, ISBN 978-88-6433-444-8.
- Complotto in riva d'Arno, collana Timecrime, Fanucci Editore, 2015, ISBN 978-88-6688-197-1.[5]
- Feluske, il guardiano del tempo, Le Strade Bianche di Stampa Alternativa, 2018, ISBN non esistente.[6]
- Viva la sQuola!, Le Strade Bianche di Stampa Alternativa, 2018, ISBN non esistente.[7]
- Viva la sQuola. Libro di testo, in Primo Premio Lo Stregone senza finzioni, Le Strade Bianche di Stampa Alternativa, 2018, ISBN non esistente.[8]
- The Satan's Claw, collana Black Phoenix Collection, ALDiS Kindle Edition, 2018, ISBN non esistente.
- Ombre nere su Prato, Cordero Editore, 2019, ISBN 978-88-3202-505-7.
- Massimo Sozzi e Riccardo Parigi (a cura di), L'invasione francese nella Maremma grossetana alla fine del secolo XVIII. Memorie di Enrico Cappelli, Innocenti Editore, 2021, ISBN 978-88-3217-547-9.
- Il Salto della Contessa, Effigi Edizioni, 2022, ISBN 978-88-5524-424-4.
- Ombre nere su Prato, Saga Egmont, 2022, ISBN 978-87-2849-612-1. (audiolibro)
- Il ghigno di Bartali, Saga Egmont, 2022, ISBN 978-87-2849-700-5. (e-book)
- Anno Domini 1799, Saga Egmont, 2022, ISBN 978-87-2849-699-2. (e-book)
- La vendetta di Santa Costanza, Saga Egmont, 2022, ISBN 978-87-2849-698-5. (e-book)
- Complotto in riva d'Arno, Saga Egmont, 2022, ISBN 978-87-2849-697-8. (e-book)
- Ombre nere su Prato, Saga Egmont, 2022, ISBN 978-87-2849-696-1. (e-book)
- Gli stratagemmi di Satana, Saga Egmont, 2023, ISBN 978-87-2849-695-4. (e-book)
- Il ghigno di Bartali, Saga Egmont, 2023, ISBN 978-87-2849-616-9. (audiolibro)
- Complotto in riva d'Arno, Saga Egmont, 2023, ISBN 978-87-2849-613-8. (audiolibro)
- Gli stratagemmi di Satana, Saga Egmont, 2023, ISBN 978-87-2849-611-4. (audiolibro)
- La vendetta di Santa Costanza, Saga Egmont, 2023, ISBN 978-87-2849-614-5. (audiolibro)
- Anno Domini 1799, Saga Egmont, 2023, ISBN 978-87-2849-615-2. (audiolibro)

### Altri libri
- Massimo Sozzi, Nero Fidelia. L'eccidio nazifascista di Niccioleta, collana Millelirepersempre, Le Strade Bianche di Stampa Alternativa, 2016, ISBN non esistente.[9]
- Massimo Sozzi, Nero Fidelia. L'eccidio nazifascista di Niccioleta, collana Millelirepersempre, Le Strade Bianche di Stampa Alternativa, 2017, ISBN non esistente.
- Massimo Sozzi, Mascalzone. Giochi di guerra. Niccioleta 1944, Le Strade Bianche di Stampa Alternativa, 2019, ISBN non esistente.[10]
- Massimo Sozzi e et al., Camicia rossa. Vita del comandante partigiano Mario Chirici, Le Strade Bianche di Stampa Alternativa, 2021, ISBN non esistente.[11]
- Massimo Sozzi (a cura di), Aspetti di storia della Toscana attraverso monete e medaglie, Edizioni D'Andrea, 2021, ISBN 978-88-98330-45-4.
- Massimo Sozzi e Antonella Cocolli, Vita minima di un giovane partigiano, Le Strade Bianche di Stampa Alternativa, 2022, ISBN non esistente.[12]
- Massimo Sozzi e Antonella Cocolli, Norma e le compagne, Le Strade Bianche di Stampa Alternativa, 2024, ISBN non esistente.[13]
- Massimo Sozzi (a cura di), La zecca e le monete della Repubblica di Massa di Maremma, Edizioni D'Andrea, 2024, ISBN 978-88-98330-86-7.
- Massimo Sozzi e Antonella Cocolli, La nostra Liberazione. Ragazze e ragazzi del '900 raccontano, Le Strade Bianche di Stampa Alternativa, 2025, ISBN non esistente.[14]

## Riconoscimenti
- Nel 1995 un racconto di Parigi&Sozzi vince la VI edizione del premio Ghostbusters
- Nel 1996 un loro racconto vince la VII edizione del premio Ghostbusters
- Nel 1996 un loro racconto vince la XXIII edizione del Premio Gran Giallo Città di Cattolica
- Nel 1998 un loro racconto vince la IV edizione del premio Orme Gialle
- Nel 2012 ricevono il Premio Furio Innocenti nell'ambito del Serravalle Noir
- Nel 2018 un racconto di Parigi&Sozzi si aggiudica il Primo Premio Lo Stregone (ex aequo), indetto da Strade Bianche di Stampa Alternativa
- Nel 2019 M. Sozzi vince la seconda edizione del Premio Lo Stregone, indetto da Strade Bianche di Stampa Alternativa